# Borova (oblast de Kharkiv)
Pour les articles homonymes, voir Borova.
Borova (ukrainien : Борова, russe : Боровая, Borovaïa), littéralement « de la pinède », est une commune urbaine de l'oblast de Kharkiv, en Ukraine. Elle compte 5 174 habitants en 2021.
Située sur la rive est de la rivière Oskol, Borova est capturée en avril 2022, par les forces russes lors de la bataille d'Izioum au cours de leur invasion de l'Ukraine,. Elle est reprise par les troupes ukrainiennes le 3 octobre de la même année, dans le sillage de leur contre-offensive lancée fin août.